# Diomédes

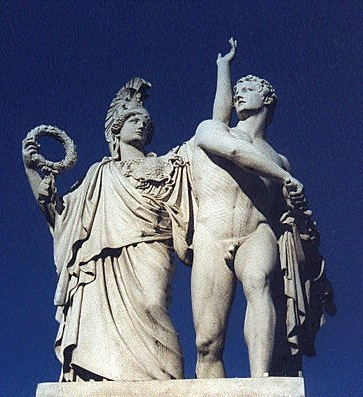
Socha Athény věnčící Diomeda - (Schlossbrücke, Berlin)

Diomédés (řecky Διομήδης — „mazaný jak Zeus“) byl v řecké mytologii syn hrdiny Týdea, král v Argu. Šlo o jednoho z nejstatečnějších a nejsilnějších achajských bojovníků před Trójou v Trójské válce. Proslul v době, kdy nebojoval nejstatečnější Řek Achilleus. Ke konci trójské války odnesl společně s hrdinným Odysseem trójské palladium. Z války se šťastně vrátil, později se však pro manželčinu nevěru vystěhoval do Itálie, kde založil město Arpi.